# زردپره آبی
زردپره آبی (نام علمی: Cyanocompsa parellina) نام یک گونه از سرده نوک‌بزرگ‌های آبی است.